# Zamek w Nowomalinie
Zamek w Nowomalinie – zbudowany został w XIV w.

## Historia
Pierwsza wzmianka o miejscowości pochodzi z 1392 r. i dotyczy nadania jakie zrobił król Władysław Jagiełło na rzecz ks. Skirgiełły. Otrzymał on między innymi powiat krzemieniecki i inne, do których należała okolica Nowomalina i wybudował tutaj ogromny zamek, który nazwał Głuchy. Książę rozbudował niewielką warownię na początku XV w. Od 1430 r. zamek znajduje się w rękach Jeło Malińskiego, sługi księcia, który zamek z lasami i okolicznymi obszarami ziemi jemu podarował. Starosta Jan Kanty Maliński w XVIII w. zmienił nazwę miejscowości Głuchy na Nowomalin.

## Pałac
W 1802 r. w wyniku podziału majątku pałac stał się własnością rodziny Sosnowskich i przeżył ponowny rozkwit. Na początku XIX w. w obrębie starego zamku, został wzniesiony pałac. Podczas podziału majątku Sosnowski dał słowo, że nie będzie w zamku mieszkał, dlatego stajnię murowaną przy zamku przerobił na elegancki dom mieszkalny, przy nim zbudował oranżerię i połączył z domem dwie dotykające baszty, w jednej urządził sypialny okrągły pokój, a w drugiej kredens. Trzecią basztę przerobił na kaplicę, a czwartą pozostawił po dawnemu. Założył ogród angielski. Naprzeciw zamku wystawił ogromnych rozmiarów stajnię, jako wielki znawca utrzymywał stajnię koni rasy polskiej, angielskiej i arabskiej. Następne lata to częste zmiany właścicieli, a byli nimi rodziny: Falkowskich, Chodkiewiczów i Dowgiałłów do 1939 r. Podczas II wojny światowej zamek uległ zniszczeniu i pozostały jedynie zrujnowane fragmenty murów. Dziś zielsko porosło na dziedzińcu, ściany zamku i innych zabudowań niebielone, z tynku opadają.

## Architektura
Zamek zbudowany był na planie pięcioboku, z dużym wewnętrznym dziedzińcem, z basztami w narożach a wjazd do środka prowadził przez bramę i zwodzony most. Budowlę z trzech stron otaczała woda. Na początku XIX w. powstaje między innymi kaplica z pięcioma wieżyczkami w miejscu zniszczonej baszty północnej. Rozbudowany i wyremontowany jest w tym okresie jedną z najokazalszych budowli na Wołyniu.
Dziś z zamku pozostały jedynie zarysy murów oraz ściany kaplicy.